# Marconi Electronic Systems
Marconi Electronic Systems var försvarsgrenen av The General Electric Company men delades av i november 1999 och köptes upp av British Aerospace. De båda företagen gick samman under namnet BAE Systems.